# Billy Swan
Pour les articles homonymes, voir Swan.
 (juillet 2015).
Si vous disposez d'ouvrages ou d'articles de référence ou si vous connaissez des sites web de qualité traitant du thème abordé ici, merci de compléter l'article en donnant les références utiles à sa vérifiabilité et en les liant à la section « Notes et références ».

William Lance “Billy” Swan, né le 12 mai 1942 à Cap-Girardeau (Missouri), est un chanteur américain. Il est connu pour sa chanson I Can Help.

## Les débuts
Swan est né à Cape Girardeau, Missouri. Enfant, il apprend la batterie, le piano et la guitare, commence à écrire des chansons. Son premier fait marquant est en 1962, lorsque Clyde McPhatter enregistre Lover Please, une chanson écrite par Swan quand il était dans un groupe local appelé Mirt Mirly & the Rhythm Stoppers, et qui avait d'abord été enregistrée par Bill Black. Cette version de McPhatter est rapidement devenue un hit pop, atteignant la septième position du palmarès. Swan s'établit ensuite à Memphis afin de travailler avec Bill Black, mais sa maladie et sa mort en 1965 coupent court à cette collaboration. Il a également travaillé pendant un certain temps sur la succession d'Elvis Presley à Graceland. Subséquemment, il s'installe à Nashville, ce qui lui permet d'écrire des chansons country à succès pour de nombreux artistes, dont Conway Twitty, Waylon Jennings et Mel Tillis.

## Le tube de 1974
En 1969, Swan devient producteur de disques et sous sa gouverne la chanson de Tony Joe White, Polk Salad Annie, entre dans le top 10. Swan a également joué de la guitare basse pour Kris Kristofferson et a ensuite signé un contrat d'enregistrement en solo avec Monument Records. Son premier album comprend la chanson I Can Help, classée N°1 au Billboard Hot 100 et au Billboard Country en 1974, qui devient un tube mondial : n°1 en Allemagne, au Royaume-Uni, en Australie, etc.). Swan a enregistré la chanson en deux prises (sans play-back) avec un orgue RMI que Kris Kristofferson et la chanteuse Rita Coolidge lui avaient acheté comme cadeau de mariage. D'autres albums avec Monument, A & M, et Epic n'auront jamais le succès de ce premier 45 tours.
En 1979, Swan voyage à La Havane, pour participer à la fête historique de La Havane Jam, du 2 au 4 mars, aux côtés de Stephen Stills, du CBS Jazz All-Stars, du Trio of Doom (formé pour la circonstance), Fania, Weather Report, Bonnie Bramlett, Mike Finnegan, Kris Kristofferson, Rita Coolidge et Billy Joel, plus un éventail d'artistes cubains tels que Irakere, Pacho Alonso, Tata Güines et Orquesta Aragón. Sa prestation est filmée sur le documentaire de Juan Ernesto Castellanos, Havane Jam '79 .

## Depuis les années 1980
Swan continue de tourner comme membre de la bande de Kristofferson, et enregistre deux albums avec Randy Meisner des Eagles. En 1986, il entre dans un studio californien (Bench Records) comme membre d'un groupe appelé Black Tie : Meisner, Jimmy Griffin († 2005), David Kemper (batteur), David Miner et David Mansfield et enregistre un album intitulé When the Night Falls. Il a enregistré un autre album solo , Like Elvis Used to Do en 2000, et un autre album dans le style de Black Tie (avec Meisner et Charlie Rich Jr.) présenté comme “Meisner, Swan & Rich”. En 2005, Swan reste un chanteur choriste et musicien de session.
Swan a été marié à Marlu († 12 février 2003) pendant 30 ans. Ils ont eu deux filles.